# Moc godzinna
Moc godzinna to moc jaką lokomotywa elektryczna może rozwijać nieprzerwanie przez 1 godzinę, po tym czasie grozi uszkodzenie silników trakcyjnych. 
Uszkodzenie to spowodowane będzie przegrzaniem elementów składowych silnika. Temperaturę, do jakiej mogą się rozgrzać poszczególne części składowe silnika elektrycznego, określa jego klasa izolacji. Np. dla silnika EE541b stosowanego w elektrowozach serii EU07 i EP07 wykonanego w klasie izolacji F temperatury te wynoszą: stojan 155 °C, wirnik 140 °C, komutator 105 °C.